# Манастир Грађеник
Манастир Грађеник је православни манастир који се налази у селу Трнавци, на јужним падинама планине Варде, у општини Рудо, Републици Српској, Босни и Херцеговини. Припада Митрополији дабробосанској Српске православне цркве.

## Историјат
Манастир је основан почетком 2020-их година. Његов оснивач и ктитор је архимандрит Кипријан. Главна манастирска црква, Саборни храм Преображења Господњег, свечано је освећена 9. јуна 2024. године. Чин освећења обавио је митрополит дабробосански Хризостом, уз саслужење више свештенослужитеља.

## Архитектонске карактеристике
Манастирски комплекс се састоји од саборне цркве, конака и пратећих објеката. Храм је изграђен у српско-византијском стилу, са једном куполом и звоником. Простор манастира прилагођен је за духовни живот, молитву, као и за пријем посетилаца.

## Духовни значај
Манастир Грађеник је ново духовно средиште у источном делу Босне. Представља место молитве, богослужења и сабирања верног народа, посебно на дан славе храма — празник Преображење Господње, 19. августа.